# Стратфорд-апон-Ейвон
Стратфорд-апон-Ейвон (англ. Stratford-upon-Avon) — місто в графстві Ворикшир у Великій Британії, розташований на річці Ейвон. Стратфорд-на-Ейвоні знаходиться за 35 км від найбільшого міста графства і другого за величиною міста країни Бірмінгема та за 13 км від адміністративного центру графства Ворика. Населення міста 2001 року становило 23 676 осіб. Місто є Батьківщиною Вільяма Шекспіра.

## Історія
Стратфорд був заснований 1196 року єпископом Вустера на своїх землях. Назва походить від староанглійського слова strǣt (street, англ. вулиця) і ford (англ. брід). Того ж року Річард I хартією дарував Стратфорду право щотижня проводити ярмарки. Надалі Стратфорд розвивався як торгове місто. У XV столітті багатий купець Г'ю Клоптон, який народився в околицях Стратфорда і став Лордом-мером Лондона, провів масштабні роботи з доброустрою міста: замінив дерев'яний міст через Ейвон на кам'яний, який стоїть досі, вимостив дороги, перебудував місцеву церкву, створив систему громадського піклування.
Починаючи з середини XIX століття протягом приблизно ста років на чолі міста стояла сім'я Флаверів. Багатство сім'ї принесла пивоварня, заснована Едвардом Фордгем Флавером 1832 року. Представники чотирьох поколінь родини ставали мерами міста, а пивоварня була одним з найбільших підприємств. Чарльз Едвард Флавер профінансував будівництво Королівського Шекспірівського театру і як мер особисто відкрив його, а його нащадок мер Арчибальд Флавер організував його реконструкцію після пожежі 1926 року.
Останні роки життя в Стратфорді-апон-Ейвоні провела Марія Кореллі. Вона витратила багато сил і грошей на відновлення історичного вигляду міста, як він виглядав за часів Шекспіра; в будинку Кореллі в Стратфорді зараз знаходиться Шекспірівський інститут.

## Театри

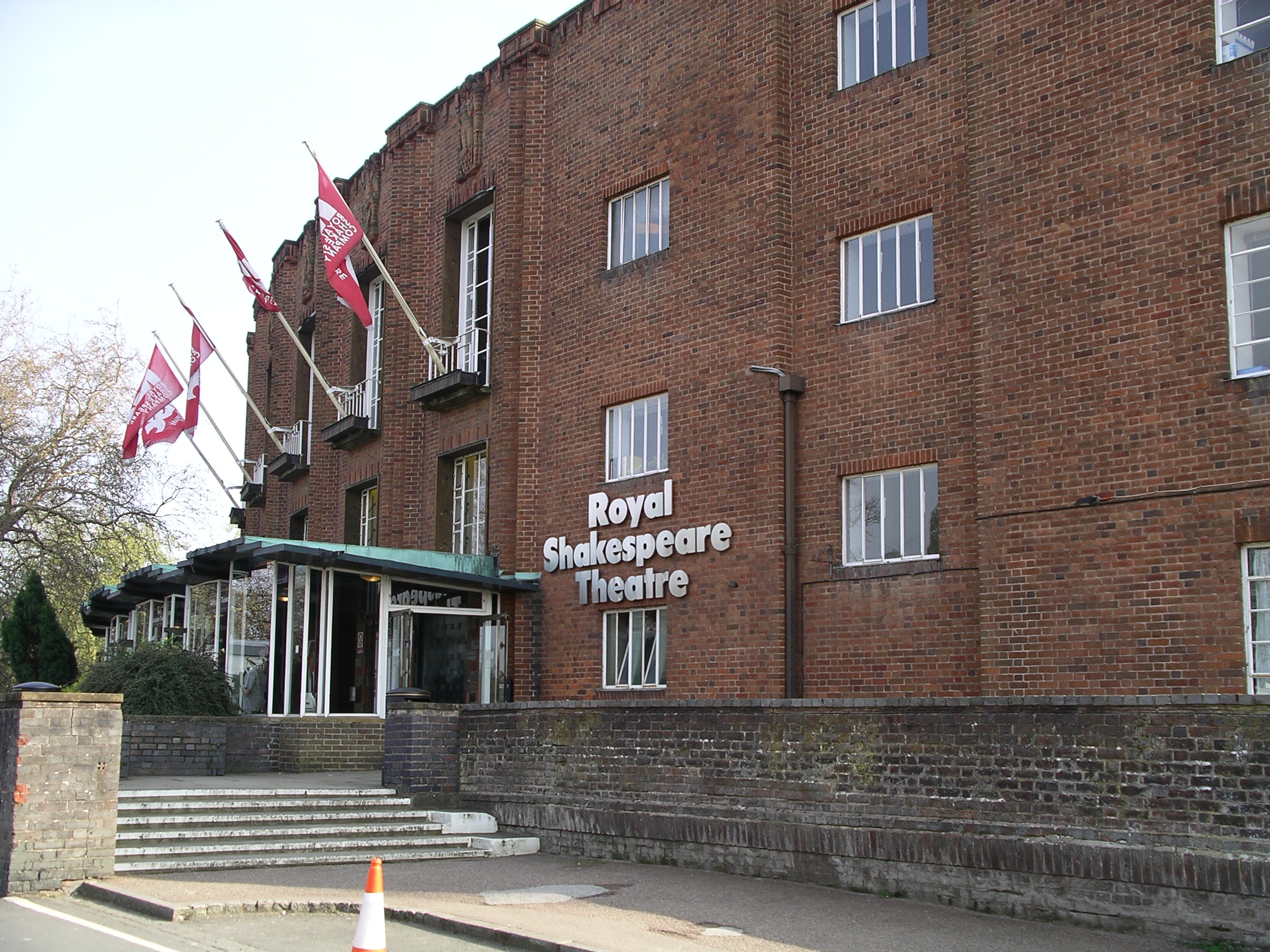
Королівський Шекспірівський театр

1769 року прославлений англійський актор Девід Гаррік вирішив провести в Стратфорді фестиваль, присвячений Шекспіру. Він побудував дерев'яну будівлю, яка простояла недовго і була змита під час затяжної зливи. На початку XIX століття поряд з Шекспірівським маєтком був побудований маленький театр під назвою The Royal Shakespeare Rooms, але до 1860 він був покинутий.
1864 року, до трьохсотліття з дня народження Шекспіра, місцевий пивовар Чарльз Едвард Флавер побудував ще одну дерев'яну будівлю театру, яку було розібрано через три місяці. Приблизно через десять років він подарував муніципалітету кілька акрів землі для зведення театру. 1879 року був побудований Королівський Шекспірівський театр. Театр згорів 1926 року, і для нього на тому ж місці за проєктом архітекторки Елізабет Скотт зведено нову будівлю, яка існує донині. На відкритті театру 1932 року був присутній Принц Вельський Едуард.
Крім Королівського театру в Стратфорді діють ще два театри: Swan Theatre і Waterside Theatre.